# Арнальди, Ринальдо
Ринальдо Арнальди (итал. Rinaldo Arnaldi; 19 июня 1914 — 6 сентября 1944) — итальянский солдат, танкист, участник движения Сопротивления в Италии во время Второй мировой войны. Кавалер высшей награды Италии за подвиг на поле боя — золотой медали «За воинскую доблесть» (1944, посмертно), праведник мира (1983).

## Биография
Родился 19 июня 1914 года в коммуне Дуэвилле, Королевство Италия. Отец был клерком и убеждённым антифашистом. В 1940 году после получения высшего образования в экономике и политике (в Венеции), несмотря на преследования отца фашистским режимом, добровольцем вступил в ряды итальянской армии, став танкистом.
После свержения режима Муссолини и оккупации Италии немецкими войсками стал участником Движения Сопротивления. Прозвище — «Лорис». Будучи человеком действия, многократно участвовал в походах, пытался установить связь с югом через дорогу от Пескары до Далмации, несколько раз проводил через территорию Швейцарии офицеров и союзников, а также евреев, спасающихся от преследований.
В частности, в феврале 1944 года, он провёл через горы из Италии в Швейцарию Александра, Оскара и Агнессу Клейн, и группу других беженцев. Ринальди пробыл с группой несколько дней в Швейцарии, а затем нелегально вернулся в Италию. Эта спасательная операция подтверждена показаниями священника Дона Антонио Мини, который помогал Ринальди организовать побег.
Стал первым комиссаром, а затем командиром партизанской бригады «Мадзини» (итал. "Mazzini").
После многочисленных акций саботажа, разоружения, диверсий на железных и автодорогах, а также разрушения телефонных линий и линий электропередачи, предпринятых партизанскими бригадами альпийской дивизии «Monte Ortigara», глава СС и итальянской полиции обергруппенфюрер СС Карл Вольф вместе с капитаном Бюшмейером (нем. Büschmeyer), командиром 263-го восточного батальона вермахта и командующего сектором Венеция-Север, решили взять ситуацию под контроль и подавить партизанское движение в этом районе, не допустив помощи партизанам со стороны местного населения. 6 сентября 1944 года в районе Чёрного леса Гранедза в области Венеция бойцы альпийской партизанской дивизии «Monte Ortigara» попали под огонь немецких войск, потеряв 22 человека погибшими. Среди них оказался и Ринальдо Арнальди.
Посмертно награждён золотой медалью «За воинскую доблесть».

Проявив несгибаемую волю гордого итальянца, сразу же после 8 сентября 1943 года повёл за собой в местные горы молодых людей, желающих освободить свою угнетённую родину. Неутомимый организатор и восторженный деятель, он был душой своей бригады и вёл своих людей на горькие испытания, проявив выдающееся мужество и презрение к опасности. Многим жертвам политических и военных союзников удалось бежать из плена и от расправы, благодаря его самоотверженности и преданности делу. Защищая Гранедза, продержался в течение долгих часов, возглавляя смелые атаки своих партизан. Упал, сражённый в горячее сердце, легендарный герой, один против тысячи, непобеждённый смертью и славный.
Район Венеции, 8 сентября 1943 — Чёрный лес Гранедза, 6 сентября 1944.
Оригинальный текст (итал.)Per indomita volonta di fiero italiano, subito dopo l’8 settembre 1943 raccolse intorno a se tra i monti della terra nativa, i giovani anelanti di redimere la Patria oppressa. Organizzatore instancabile e trascinatore entusiasta, fu l’anima ardente della sua brigata e seppe guidare i suoi uomini in aspri cimenti, rifulgendo per insigne coraggio e per sprezzo del pericolo. Molti perseguitati politici e militari alleati evasi dalla prigionia e braccati dal nemico devono la propria salvezza al suo altruismo ed alla sua abnegazione. Sugli spalti di Granezza, titano insuperabile, sosteneva per lunghe ore aspro combattimento e lanciava i suoi partigiani in temerari assalti. Colpito al cuore si accasciava sull’arma arroventata, leggendario eroe, uno contro mille, non vinto che dalla morte e dalla gloria.

Zona Vicentina, 8 settembre 1943 - Bosco Nero di Granezza, 6 settembre 1944.
— Из представления к награде

## Награды и звания
- Золотая медаль «За воинскую доблесть» (1944, посмертно)
- Праведник мира (3 января 1983)[1][6]

## Память
Сразу после боя бригада «Мадзини» была переименована в бригаду «Батальон Ринальдо Арнальди» (итал. Battaglione Rinaldo Arnaldi).
В честь Ринальдо Арнальди названы улицы и скверы в некоторых муниципалитетах провинции Венеция. О бое, в котором погиб Ринальдо Арнальди, в 2003 году был снят документальный фильм «Такими мы были» (итал. Così eravamo). На месте боя установлен памятник.
Его имя увековечено на Стене Почёта, опоясывающей по периметру мемориал Яд ва-Шем в Иерусалиме.

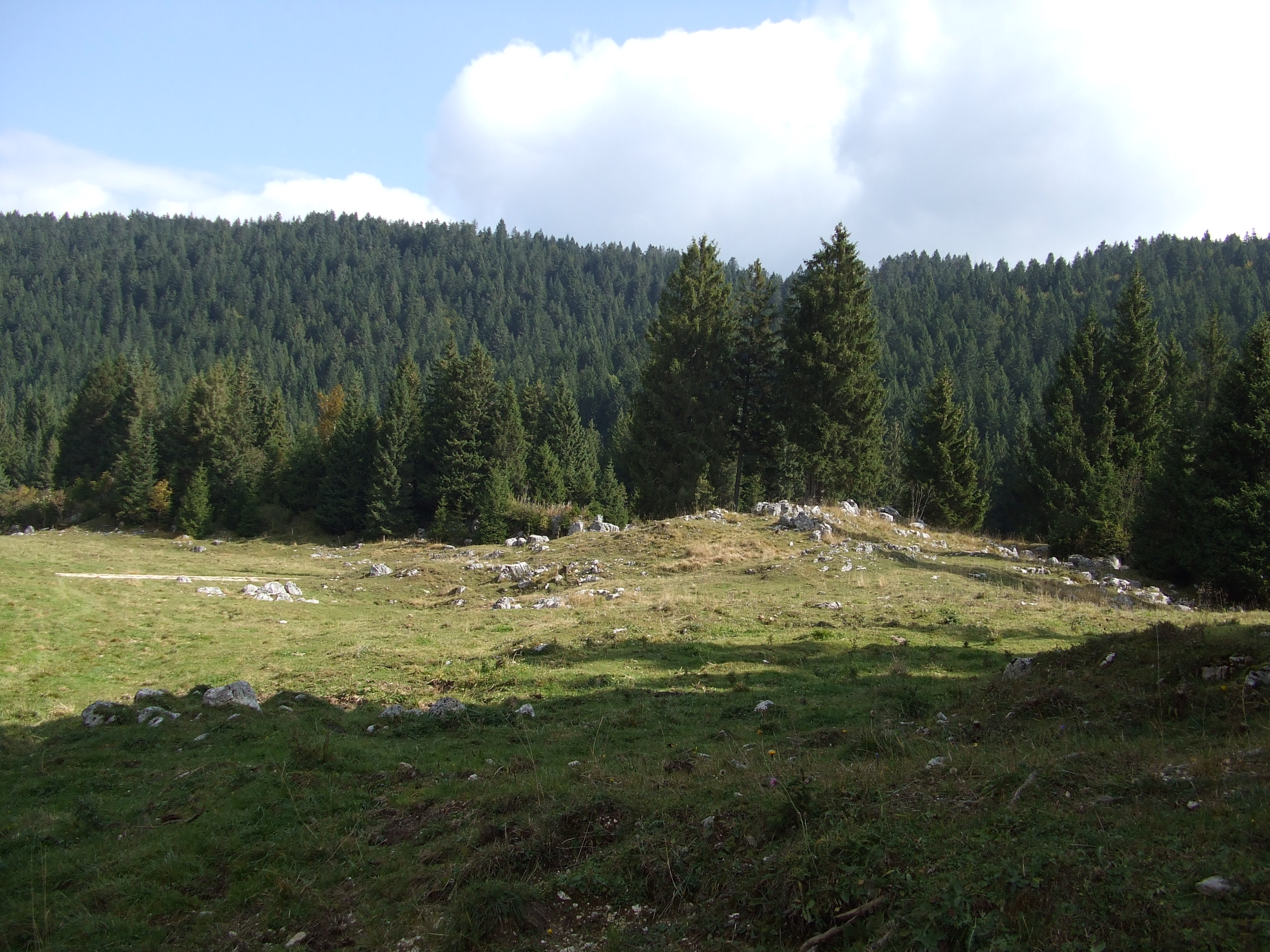
Чёрный лес Гранедза, Венеция, Северная Италия.
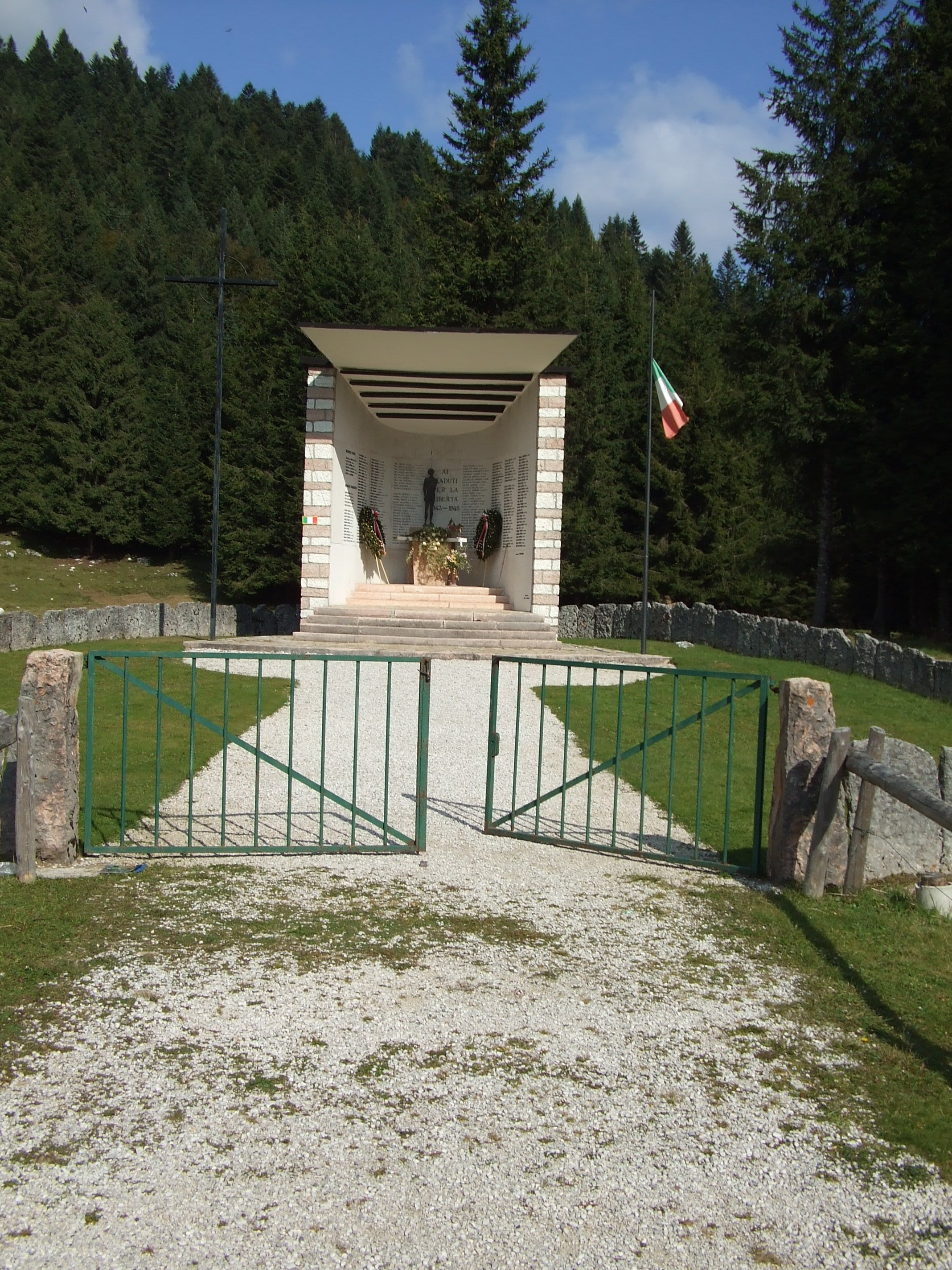
Памятник погибшим партизанам, Гранедза.

## Документальные фильмы
- Così eravamo (Такими мы были). Режиссёр Деннис Деллаи (итал. Dennis Dellai). Италия, 2003.